# Charles-François Turinaz
Charles-François Turinaz (Chambéry, 2 febbraio 1838 – Nancy, 19 ottobre 1918) è stato un arcivescovo cattolico francese.

## Biografia
Alunno del seminario francese di Roma, si laureò in teologia e in diritto canonico presso il Collegio Romano; fu per qualche tempo segretario del cardinale Alexis Billiet e fu poi professore di teologia al seminario di Chambéry.
Fu eletto vescovo di Tarantasia nel 1873 e il 30 marzo 1882 fu trasferito alla sede di Nancy.
Nel 1891 si fece promotore di una commissione episcopale con il fine di sostenere le forze politiche intente a garantire la pace religiosa e contrastare quelle che perseguivano una politica anticattolica. Con lo stesso fine, nell'aprile 1892 pubblicò l'opuscolo Sauvons la France chrétienne! Appel aux catholiques, aux libéraux sincères, aux honnêtes gens de tous les partis. L'episcopato francese rispose freddamente al suo progetto, ma le autorità civili reagirono a questo tentativo di organizzare un blocco politico dei cattolici francesi sospendendogli i finanziamenti.
Pubblicò due volumi di Oeuvres pastorales; Les Concordats et l'obligation réciproque qu'ils imposent a l'Eglise et a l'Etat; Projet de séparation de l'Eglise et de l'Etat; Nouvelles atteintes aux droits et aux libertés des catholiques de France.
Nel 1913 fu eletto arcivescovo titolare di Antiochia di Pisidia, pur conservando il governo della diocesi di Nancy.

## Genealogia episcopale e successione apostolica
La genealogia episcopale è:
- Cardinale Scipione Rebiba
- Cardinale Giulio Antonio Santori
- Cardinale Girolamo Bernerio, O.P.
- Arcivescovo Galeazzo Sanvitale
- Cardinale Ludovico Ludovisi
- Cardinale Luigi Caetani
- Cardinale Ulderico Carpegna
- Cardinale Paluzzo Paluzzi Altieri degli Albertoni
- Papa Benedetto XIII
- Papa Benedetto XIV
- Papa Clemente XIII
- Cardinale Marcantonio Colonna
- Cardinale Giacinto Sigismondo Gerdil, B.
- Cardinale Paolo Giuseppe Solaro
- Arcivescovo François-Marie Bigex
- Cardinale Alexis Billiet
- Vescovo François Gros
- Arcivescovo Charles-François Turinaz

La successione apostolica è:
- Vescovo Henri Delalle, O.M.I. (1904)